# Miroslav Pavlović
Miroslav Pavlović (ur. 15 grudnia 1942 w Požedze, zm. 19 stycznia 2004 w Belgradzie) – serbski piłkarz, reprezentant Jugosławii.
Był obrońcą, zawodnikiem klubu FK Crvena Zvezda Belgrad, a później belgijskiego KFC Diest i amerykańskiego San Jose Earthquakes. Dwukrotnie uczestniczył w finałach wielkich imprez – w 1974 w mistrzostwach świata i w 1968 w mistrzostwach Europy. Na tym ostatnim turnieju Jugosławia sięgnęła po drugie miejsce, przegrywając dopiero w powtórzonym finale. W opinii większości obserwatorów do powtórki finału by nie doszło, gdyby nie kontrowersyjne sędziowanie Szwajcara Diensta – nie uznał bramki na 2:0 dla Jugosławii, a w samej końcówce meczu zaliczył wyrównującego gola Włochom, zdobytego z rzutu wolnego; sędzia nie dał znaku do rozpoczęcia gry, absorbował uwagę obrony i bramkarza ustawianiem muru, a oddany w międzyczasie strzał na bramkę Domenghiniego uznał za zgodny z przepisami. Dogrywka meczu nie przyniosła rozstrzygnięcia i finał, zgodnie z ówczesnymi przepisami, powtórzono dwa dni później; przyniósł on bezdyskusyjne zwycięstwo Włochów.